# Медоув'ю-Естейтс (Кентуккі)
Медоув'ю-Естейтс (англ. Meadowview Estates) — місто (англ. city) в США, в окрузі Джефферсон штату Кентуккі. Населення — 178 осіб (2020).

## Географія
Медоув'ю-Естейтс розташований за координатами 38°13′23″ пн. ш. 85°38′8″ зх. д. / 38.22306° пн. ш. 85.63556° зх. д. (38.223074, -85.635665).  За даними Бюро перепису населення США в 2010 році місто мало площу 0,20 км², уся площа — суходіл.

## Демографія
Згідно з переписом 2010 року, у місті мешкали 363 особи в 202 домогосподарствах у складі 87 родин. Густота населення становила 1803 особи/км².  Було 219 помешкань (1088/км²).
Расовий склад населення:
| - 77,7 % — білих - 17,4 % — чорних або афроамериканців - 1,7 % — азіатів - 1,7 % — осіб інших рас |

До двох чи більше рас належало 1,7 %. Частка іспаномовних становила 4,4 % від усіх жителів.
За віковим діапазоном населення розподілялося таким чином: 12,7 % — особи молодші 18 років, 60,9 % — особи у віці 18—64 років, 26,4 % — особи у віці 65 років та старші. Медіана віку мешканця становила 46,1 року. На 100 осіб жіночої статі у місті припадало 84,3 чоловіків;  на 100 жінок у віці від 18 років та старших — 81,1 чоловіків також старших 18 років.
Середній дохід на одне домашнє господарство  становив 50 506 доларів США (медіана — 41 364), а середній дохід на одну сім'ю — 64 206 доларів (медіана — 52 344). За межею бідності перебувало 22,9 % осіб, у тому числі 44,2 % дітей у віці до 18 років та 7,6 % осіб у віці 65 років та старших.
Цивільне працевлаштоване населення становило 149 осіб. Основні галузі зайнятості: освіта, охорона здоров'я та соціальна допомога — 25,5 %, мистецтво, розваги та відпочинок — 17,4 %, роздрібна торгівля — 13,4 %, науковці, спеціалісти, менеджери — 11,4 %.